# Конвергенция и Союз
Конвергенция и Союз (кат. Convergència i Unió, CiU) — правоцентристский избирательный альянс в Каталонии, существовавший в период с 1980 по 2015 годы. Технически CiU является объединением двух партий: большей Демократическая конвергенция Каталонии (Конвергенция) и меньшей Демократический союз Каталонии (Союз). Альянс возглавлял лидер Конвергенции Артур Мас, который является также главой правительства Каталонии.
Конвергенция и Союз представлял из себя альянс двух каталонских националистических партией. Он, как правило, считается националистической силой умеренного толка, как в Каталонии, так и в остальной части Испании.
На выборах 28 ноября 2010 года партия получила 38,5 % и заняла 14 из 62 мест в Каталонском парламенте. После многолюдных демонстраций в Барселоне были проведены досрочные выборы в парламент, на которых альянс занял первое место по количеству голосов, но их доля составила лишь 30,68 %.